# 米卡埃尔·金斯伯里
米卡埃尔·金斯伯里（英語：Mikaël Kingsbury，1992年7月24日—），加拿大男子自由式滑雪运动员。他曾代表加拿大参加2014年、2018年和2022年冬季奥林匹克运动会自由式滑雪比赛，获得一枚金牌和二枚银牌。